# Ежков, Фёдор Андреевич
Фёдор Андре́евич Ежко́в (1921—1981) — старший лейтенант Советской Армии, участник Великой Отечественной войны, Герой Советского Союза (1945).

## Биография
Фёдор Ежков родился 24 июня 1921 года в селе Невежкино (ныне — Белинский район Пензенской области). Получил неполное среднее образование. В 1940 году был призван на службу в Рабоче-крестьянскую Красную Армию. С июня 1941 года — на фронтах Великой Отечественной войны. Окончил ускоренные курсы политсостава. Принимал участие в боях на Карельском, Северо-Западном, Центральном, 1-м, 2-м и 3-м Украинских фронтах. В боях два раза был ранен. К январю 1945 года лейтенант Фёдор Ежков был парторгом батальона 645-го стрелкового полка 202-й стрелковой дивизии 27-й армии 2-го Украинского фронта. Отличился во время освобождения Чехословакии.
11-18 января 1945 года во время боёв в районе населённых пунктов Пинцина, Грабово, Турички и Цинобаня Ежков всегда находился в первых рядах, увлекая за собой бойцов. 18 января он заменил собой выбывших из строя командиров двух рот и успешно руководил их действиями. В тех боях батальон взял в плен 153 солдата и офицеров противника, захватил 9 105-миллиметровых орудий и большое количество боеприпасов. Вражеские войска предприняли несколько контратак, но все они под руководством Ежкова были успешно отражены.
Указом Президиума Верховного Совета СССР от 28 апреля 1945 года за «умелое выполнение боевых задач, мужество и героизм, проявленные в Западно-Карпатской операции» лейтенант Фёдор Ежков был удостоен высокого звания Героя Советского Союза с вручением ордена Ленина и медали «Золотая Звезда».
В 1946 году в звании старшего лейтенанта Ежков был уволен в запас. Вернулся в Невежкино, работал в совхозе. Умер 31 октября 1981 года.
В честь Ежкова названа улица в Невежкино, установлен бюст в Белинском.
Был также награждён двумя орденами Отечественной войны 2-й степени, орденом Красной Звезды, рядом медалей.